# Terremoto di Santa Venerina del 2002
Il terremoto di Santa Venerina è stato un sisma avvenuto il 29 ottobre 2002 con epicentro nel comune di Santa Venerina.
La scossa, di magnitudo 4,4 della scala Richter, interessò l'area della parrocchia Maria Santissima del Carmelo di Bongiardo, il quartiere più colpito dal terremoto. A Bongiardo vi furono gravi danni strutturali alla chiesa di Maria Santissima del Carmelo.
Dalla chiesa fu rubata la Ninfa, un grande lampadario a 36 luci, proveniente dal monastero dei Benedettini di Catania. Furono rubati anche tre grandi lampadari in vetro di Murano, due lampadari colorati dono del principe di Casalotto e un lampadario bianco regalato dal cavaliere Faro di Viagrande.